# Dachur
Dachur (Dahshur) é uma necrópole situada próximo da cidade de Mênfis, no Egito. Neste local encontram-se cinco pirâmides, que serviram como túmulo de vários reis do Antigo Egito.

## Características
As duas pirâmides mais importantes são as do rei Seneferu (IV Dinastia). A chamada Pirâmide Romboidal, apresenta-se com uma inclinação a meia altura. A outra pirâmide de Seneferu é a Pirâmide Vermelha, assim chamada devido ao facto do seu revestimento exterior em calcário ter praticamente desaparecido, deixando exposto a pedra vermelha que foi usada na construção.[carece de fontes?]
As outras pirâmides pertencem a reis da XII Dinastia, em concreto ao rei Amenemés I, Amenemés III e Sesóstris III. Perto da pirâmide deste rei foram descobertos seis barcos de madeira, que seriam "barcos solares". Os egípcios acreditavam que a alma do rei usava este barcos para se unir ao deus Rá.[carece de fontes?]

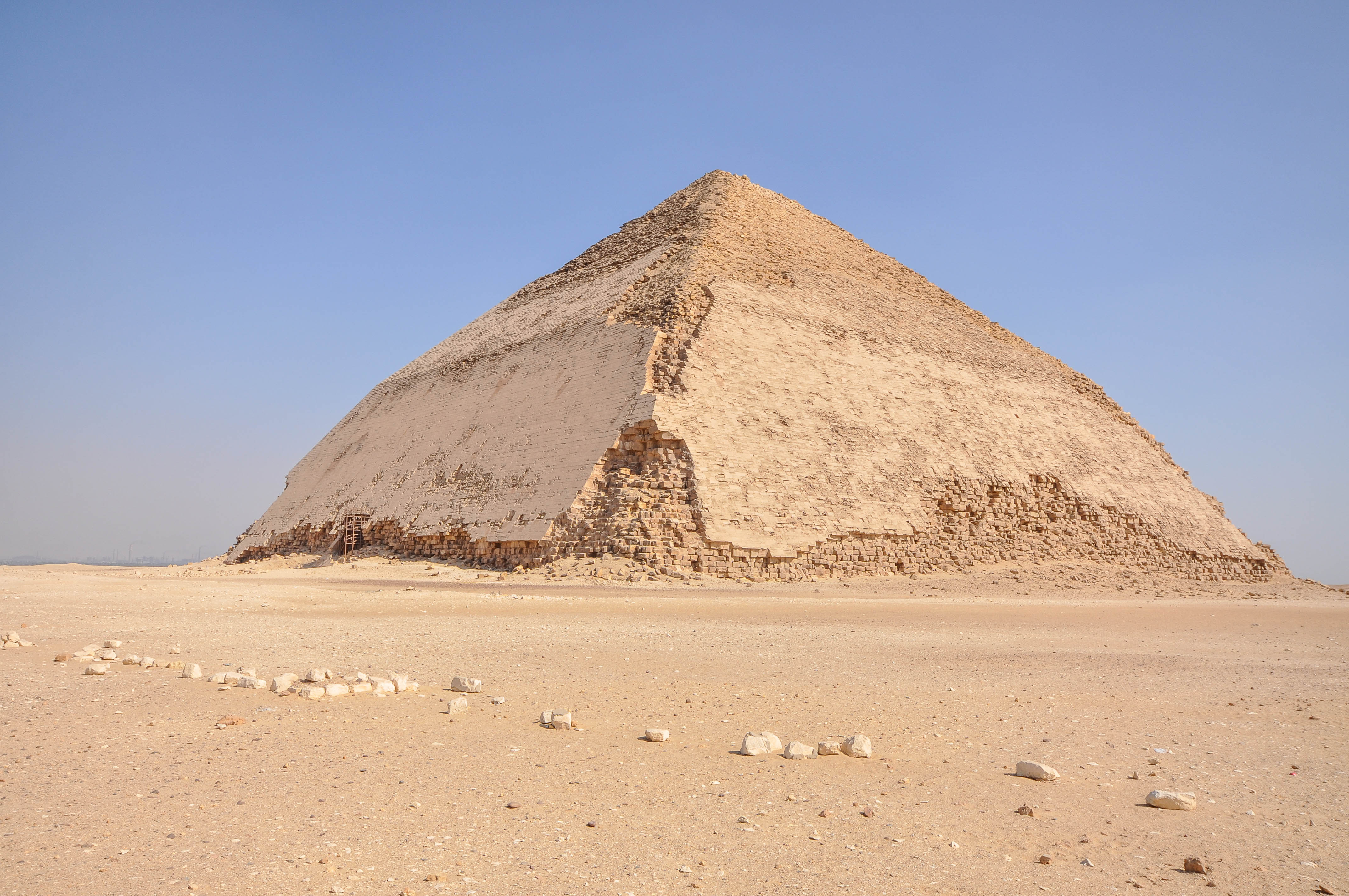
Pirâmide Curvada
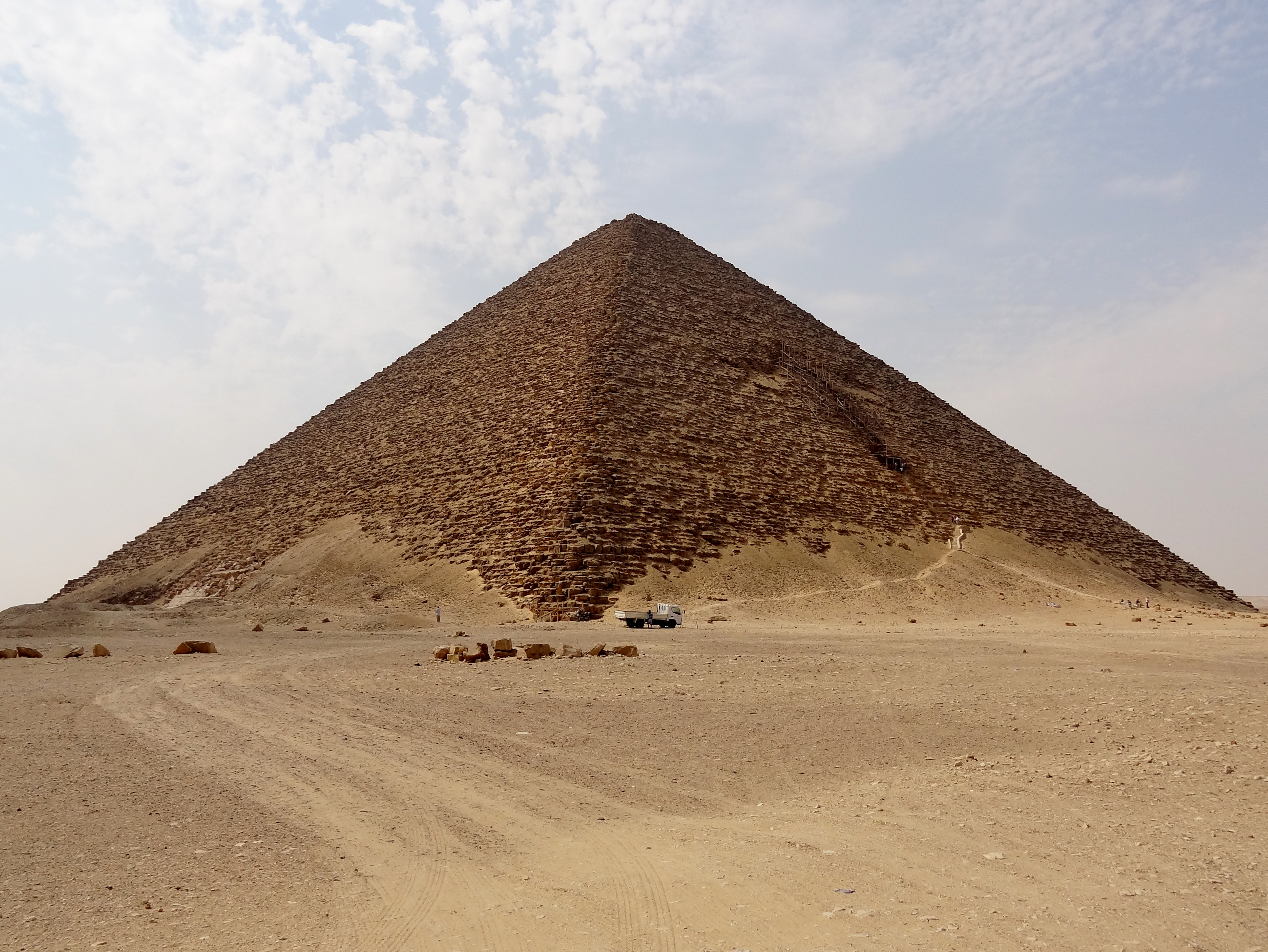
Pirâmide Vermelha
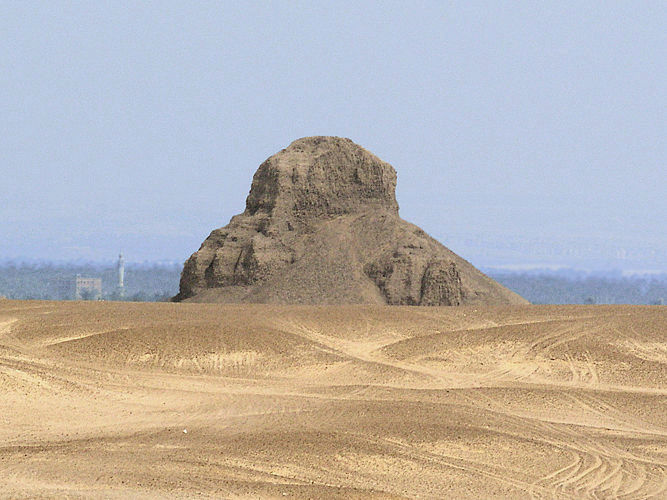
Pirâmide Negra